# Edmund Baidoo
Edmund Baidoo, né le 30 janvier 2006, est un footballeur ghanéen qui évolue au poste d'attaquant au RB Salzbourg.

## Biographie

### Carrière en club
Edmund Baidoo est formé par le Asanska FC, club ghanéen de troisième division, avant de rejoindre le Sogndal Fotball, où il commence sa carrière professionnelle en Championnat de Norvège de deuxième division,,. Il joue son premier match avec l'équipe première du club le 1er avril 2024, contre le Vålerenga Fotball.
À l'été 2024, alors qu'il est évoqué comme une recrue potentielle chez plusieurs clubs de Premier League,, il est finalement transféré au RB Salzbourg en Championnat d'Autriche,. S'illustrant d'abord en ligue de la jeunesse, il intègre ensuite rapidement l'équipe première, où il s'impose comme titulaire, notamment lors de la Coupe du monde des clubs.
Le 23 juillet 2025, il joue son premier match de Ligue des champions, titularisé lors du match de qualification du RB Salzbourg contre le SK Brann.

## Palmarès
RB Salzbourg
- Championnat d'Autriche
  - Vice-champion en 2024-25